# The Villages
The Villages é uma Região censo-designada localizada no estado americano de Flórida, no Condado de Sumter.

## Demografia
Segundo o censo americano de 2000, a sua população era de 8333 habitantes.

## Geografia
De acordo com o United States Census Bureau tem uma área de
14,4 km², dos quais 13,4 km² cobertos por terra e 1,0 km² cobertos por água.

## Localidades na vizinhança
O diagrama seguinte representa as localidades num raio de 24 km ao redor de The Villages.